# Mistrzostwa Europy w Lekkoatletyce 2016 – bieg na 10 000 m kobiet
Bieg na 10 000 metrów kobiet – jedna z konkurencji biegowych rozgrywanych podczas lekkoatletycznych mistrzostw Europy na Stadionie Olimpijskim w Amsterdamie.

## Terminarz
| Data    | Godzina |       |
| ------- | ------- | ----- |
| 6 lipca | 19:00   | Finał |

## Rekordy
|                                        | Zawodniczka       | Wynik    | Miejsce        | Data                  |
| -------------------------------------- | ----------------- | -------- | -------------- | --------------------- |
| Rekord świata                          | Wang Junxia       | 29:31,78 | Pekin          | 8 września 1993(dts)  |
| Rekord Europy                          | Elvan Abeylegesse | 29:56,34 | Pekin          | 15 sierpnia 2008(dts) |
| Rekord mistrzostw Europy               | Paula Radcliffe   | 30:01,09 | Monachium      | 6 sierpnia 2002(dts)  |
| Najlepszy wynik na świecie w 2016 roku | Netsanet Gudeta   | 30:56,26 | Herzogenaurach | 13 maja 2016(dts)     |
| Najlepszy wynik w Europie w 2016 roku  | Yasemin Can       | 31:30,58 | Mersin         | 1 maja 2016(dts)      |

## Rezultaty

### Finał
Źródło: .
| Poz. | Zawodniczka               | Reprezentacja   | Czas     | Uwagi |
| ---- | ------------------------- | --------------- | -------- | ----- |
| 01 ! | Yasemin Can               | Turcja          | 31:12,86 | EU23R |
| 02 ! | Ana Dulce Félix           | Portugalia      | 31:19,03 | PB    |
| 03 ! | Karoline Bjerkeli Grøvdal | Norwegia        | 31:23,45 | PB    |
| 4.   | Fionnuala McCormack       | Irlandia        | 31:30,74 | SB    |
| 5.   | Joanne Pavey              | Wielka Brytania | 31:34,61 | SB    |
| 6.   | Veronica Inglese          | Włochy          | 31:37,43 | PB    |
| 7.   | Jess Andrews              | Wielka Brytania | 31:38,02 | PB    |
| 8.   | Jip Vastenburg            | Holandia        | 32:04,00 |       |
| 9.   | Sarah Lahti               | Szwecja         | 32:14,17 |       |
| 10.  | Trihas Gebre              | Hiszpania       | 32:20,45 |       |
| 11.  | Alexi Pappas              | Grecja          | 32:27,80 |       |
| 12.  | Carla Salomé Rocha        | Portugalia      | 32:57,44 |       |
| 13.  | Christelle Daunay         | Francja         | 33:03,36 |       |
| 14.  | Tara Jameson              | Irlandia        | 33:19,85 |       |
| 15.  | Olha Skrypak              | Ukraina         | 33:36,79 | SB    |
| 16.  | Johanna Peiponen          | Finlandia       | 34:39,91 |       |
| –    | Almensch Belete           | Belgia          | DNF      |       |
| –    | Sara Moreira              | Portugalia      | DNF      |       |